# UFC 106
UFC 106: Ortiz vs. Griffin 2 fue un evento de artes marciales mixtas celebrado por Ultimate Fighting Championship el 21 de noviembre de 2009 en el Mandalay Bay Events Center en Las Vegas, Nevada.

## Historia
El 26 de octubre, el campeón de peso pesado Brock Lesnar se retiró de su pelea contra Shane Carwin debido a una enfermedad que le impedía combatir. Por tanto, el UFC eligió la pelea Ortiz-Griffin como evento estelar del evento.
Las peleas previamente anunciadas entre John Howard vs. Dennis Hallman y Kenny Florian vs. Clay Guida fueron trasladadas a The Ultimate Fighter 10 Finale y UFC 107 respectivamente.

## Premios extras
Cada peleador recibió un bono de $70,000.
- Pelea de la Noche: Josh Koscheck vs. Anthony Johnson
- KO de la Noche: Antônio Rogério Nogueira
- Sumisión de la Noche: Josh Koscheck